# Struthiopteris triloba
Struthiopteris triloba là một loài dương xỉ trong họ Blechnaceae. Loài này được Trev. mô tả khoa học đầu tiên năm 1770.
Danh pháp khoa học của loài này chưa được làm sáng tỏ. 